# エルファロル・バー問題

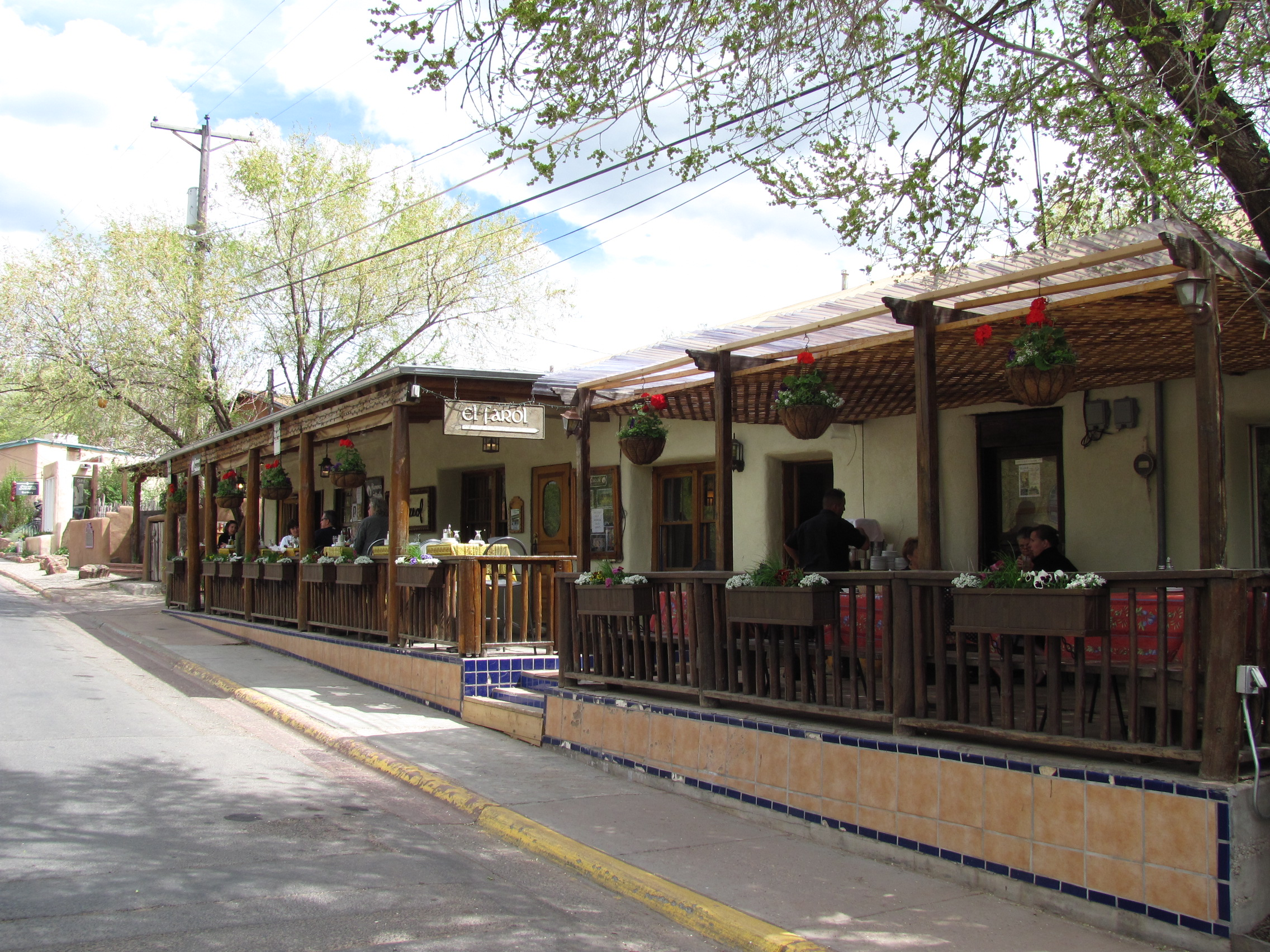
ニューメキシコのサンタフェのキャニオンロードにあるエルファロル

エルファロル・バー問題はゲーム理論における問題である。
問題は次のようなものである：特定の限られた住民がいるとする。毎週木曜日の夜、住民みんながエルファロル・バーに行きたいと思っている。しかし、エルファロルはとても小さく、もし混みすぎているなら行っても楽しくない。実際、非常にそうなっているので、人々の選好は次のように記述される：
- もし60%より少ない住民がバーに行けば、彼らはみんな家にいるよりも良い時間を過ごすことになる。
- もし60%より多い住民がバーに行けば、彼らはみんな家にいるよりも悪い時間を過ごすことになる。

残念ながら、全員が同時にバーにいくかどうかを決める必要がある。彼らは特定の木曜日に彼ら自身がバーに行くかを決める前に、他の人がどれくらいその木曜日にバーに行くのか様子を見ることはできない。
この問題の一つの側面は、それぞれの人がバーに行くかどうかを決めるためにどんな方法を使っても、もし全員が同じ純粋戦略を使えば、失敗が約束されることである。もし全員が同じ決定論的な方法を使っていれば、その方法がバーは混まないだろうと示唆した場合、全員がバーに行くので、したがってバーは混む。同じように、その方法がバーは混むだろうと示唆した場合、だれも行かないので、したがって、バーは混まない。多くの場合、ゲーム理論におけるこのような問題の解決策は、それぞれの人に、選択が特定の確率でなされるような混合戦略を使うことを許すことである。単一状態のエルファロル・バー問題の場合、プレイヤー数と、混雑の閾値と、家にいるとの比べて混んでたり混んでないバーに行く相対的な効用との関数である確率に基いて、すべてのプレイヤーがバーに行くかどうかを選ぶ独特の対称ナッシュ均衡混合戦略が存在する。1人以上のプレイヤーが純粋な戦略を使用する複数のナッシュ均衡も存在するが、これらの均衡は対称ではない。 いくつかの変形はハーバート・ギンタスによる"Game Theory Evolving"で考察されている。
問題のいくつかの変種では、人々はバーに行くことを決める前に、互いにコミュニケーションをとることができる。しかし、彼らは真実を伝える必要はない。
ニューメキシコ州サンタフェのバーに基づいて、この問題は1994年にブライアン・アーサーによって作成された。この問題は、その6年前に（エルファロル・バーの名前を持たない形で）B. A. HubermanとT. Hoggによって動的に定式化されており、解決されていた。

## マイノリティ・ゲーム
エルファロル・バー問題の一つの変種はフリブール大学のYi-Cheng ZhangとDamien Challetによって提案されたマイノリティ・ゲームである。マイノリティ・ゲームでは、奇数のプレイヤーはそれぞれ毎ターンふたつの選択肢の一つを独立して選ばなくてはいけない。
マイノリティの側に終わったプレイヤーが勝つ。エルファロル・バー問題は、もともと演繹的合理性以外の意思決定方法を分析するために策定されたものだが、マイノリティ・ゲームでは、どの決定論的な戦略も均衡では参加者によって選ばれないゲームの特徴を検証する。一段階少数派ゲームで混合戦略を可能にすることは、各プレイヤーが50％の確率で各行動を選択し、対称ではない複数の平衡をとるユニークな対称ナッシュ平衡を生む。
マイノリティ・ゲームはマンガのLiar Gameに登場した。その多段階マイノリティ・ゲームでは、一人のプレイヤーだけが残されるまで、大部分がゲームから排除された。プレイヤーは協力戦略に従事していることが示された。

## カルカッタ・パイサ・レストラン問題
もうひとつのエルファロル・バー問題の変種は選択肢の数(n)とプレイヤーの数(N)が巨視的に大きく、n=Nとなるカルカッタ・パイサ・レストラン問題 

 である（エルファロル・バー問題ではn=2で、Nが巨視的に大きい）。両方とも反復的であり、異なるレストランの異なるプレイヤーの選択の履歴に関する情報は、すべての人が利用できる。ある夕方に複数のプレイヤーが一つのレストランを選択した場合、一人のプレイヤーがランダムに選ばれ、食事が提供されるが(報酬 = 1)、他のプライヤーには食事は提供されない(報酬 = 0)。したがって、夕方のレストランの選択肢が一意である（同じ夕方に他のプレイヤーによって選択されていない）場合に各プレイヤーはポイント（報酬）を得るが、各レストランが少なくとも1人のプレイヤーによって選択されるとき、リソース活用は最大化される。
カルカッタでは、とても安くて固定料金の、市の日雇い労働者に人気のあった“パイサ・レストラン”というのがあった。ランチタイムでは, 労働者は（交通費を節約するために）歩いてその中のレストランに行き、もし客が多すぎるレストランに行くと昼飯を逃していた。次のレストランに行くことは、時間通りに仕事に戻れなくなることを意味した。パイサはインドの最小硬貨であり、いくつかのレストランは他のレストランに比べておいしい商品を提供しているため、実際にレストランに関する有名なランキングがあった。このような問題のより一般的な例は、社会がすべての地域で病院とベッドを提供するが、地元の患者はどこか別の（一般的な認知での）よりランクの高い病院に行き、結果としてその病院の地域の患者と競合するときである。時間内に治療が受けられないことはそれらの人々のためのサービスの欠如として考えられ、その結果、無人の病院によるサービスの（社会的）浪費と考えられる。
採用された戦略の個人的な報酬と社会的活用の統計（夕方に客の来たレストランとNの比率）は、もちろんn/Nに依存し、プレーヤーによって採用された戦略の平均値に依存する。昨晩同じ選択をしたプレイヤー数の反対に同じレストラン（前日の夕方に選ばれたところ）を選択する確率的戦略において、等しい確率で他のレストランを選択することは、決定論的または単純なランダム選択(ノイズトレーダー)(活用率 = 1 - exp[-1] ~ 0.63)戦略よりも良い結果をもたらす(活用率は0.79となる)ことが分かる。